# Tredje Puniske Krig
Den Tredje Puniske Krig (149–146 f.Kr.) var den tredje og sidste af de Puniske Krige, der blev udkæmpet mellem Karthago og den Romerske Republik. Krigen blev udelukkende udkæmpet på karthagisk territorium, i det nuværende nordlige Tunesien. Da den Anden Puniske Krig sluttede i 201 f.Kr., forbød den efterfølgende indgået fredstraktat , at Karthago kunne føre krig uden Roms tilladelse. Roms allierede, kong Masinissa af Numidien, udnyttede dette til gentagne gange at plyndre og erobre karthagisk territorium, uden det havde nogle konsekvenser. I 149 f.Kr. sendte Karthago en hær, ledet af Hasdrubal, mod Masinissa, til trods for at dette kunne betragtes som et traktatbrud. Kampagnen endte i en katastrofe, idet Slaget ved Oroscopa endte med et karthagisk nederlag og den karthagiske hærs overgivelse. Anti-karthagiske fraktioner i Rom brugte den ulovlige militære aktion som et påskud til at forberede en straffeekspedition.
Senere i 149 f.Kr. gik en stor romersk hær i land ved Utica i Nordafrika. Karthagerne håbede at formilde romerne, men på trods af at karthagerne overgav alle deres våben, fortsatte romerne med at belejre byen Karthago. Den romerske kampagne led gentagne tilbageslag gennem 149 f.Kr. kun afhjulpet af at Scipio Aemilianus – en officer af middel rang – udmærkede sig flere gange. En ny romersk kommandant overtog i 148 f.Kr., men klarede sig lige så dårligt som sin forgænger. Ved det årlige valg af romerske embedsmænd i foråret 147 f.Kr. var den offentlige støtte til Scipio så stor, at de sædvanlige aldersbegrænsninger blev ophævet for at give ham mulighed for at blive udnævnt til konsul og derpå overtage kommandoen i Afrika.
Scipios embedsperiode begyndte med to karthagiske succeser, men han strammede belejringen og begyndte at bygge en stor mole for at forhindre forsyninger i at komme ind i Karthago via blokadebrydere. Karthagerne havde delvist genopbygget deres flåde, og den angreb uventet. Efter et uafklaret (uafgjort) slag fortog karthagerne en dårlig tilbagetrækning , hvor de mistede mange skibe. Romerne byggede derefter en stor murstensstruktur i havneområdet, der dominerede bymuren. Da denne var færdig, ledte Scipio en stærk styrke, der stormede Karthagos felthærs lejr og tvang de fleste af de byer, der stadig støttede Karthago, til at overgive sig. I begyndelsen af 146 f.Kr. lancerede romerne deres endelige angreb og ødelagde systematisk byen over seks dage og dræbte dens indbyggere. Først på den sidste dag tog de fanger (50.000), som blev solgt til slaveri. De erobrede karthagiske territorier blev efterfølgende til den romerske provins Afrika med Utica som hovedstad. Der gik et århundrede, før stedet – hvor byen Karthago havde ligget – blev genopbygget som en romersk by.

## Primære kilder
Den primære kilde til de fleste aspekter af de Puniske Krige er historikeren Polybios (ca. 200 – ca. 118 f.Kr.), en græker der blev sendt til Rom i 167 f.Kr. som gidsel. Hans værker inkluderer en nu tabt manual om militær taktik, men han er bedst kendt for værket "Historier", skrevet engang efter 146 f.Kr. Han ledsagede sin beskytter og ven, den romerske general Scipio Aemilianus, i Nordafrika under den Tredje Puniske Krig. Dette har sandsynligvis fået den ellers pålidelige Polybios til at beskrive Scipios handlinger i et gunstigt lys. Derudover er betydelige dele af værket Historier's beretning om den Tredje Puniske Krig gået tabt.
Beretningen fra den romerske annalist Livius – som i høj grad baserede sig på Polybios – bruges generelt meget af moderne historikere i deres beskrivelse af de Puniske Krige, men alt, hvad der er bevaret af hans beretning om begivenheder efter 167 f.Kr., er en indholdsfortegnelse. Andre antikke beretninger om den Tredje Puniske Krig eller dens deltagere (som også for det meste er gået tabt) inkluderer dem af Plutarch, Dio Cassius og den græske Diodorus Siculus. Moderne historikere bruger også beretningen fra den græske Appian fra det 2. århundrede e.Kr. Den moderne historiker Bernard Mineo udtaler, at den "er den eneste komplette og sammenhængende beretning om denne krig". Den menes hovedsageligt at være baseret på Polybios' beretning, men der er identificeret adskillige problemer med den. Disse problemer betyder, at ud af de tre Puniske Krige er den Tredje Puniske Krig den, som der vides mindst om (i hvert fald med hensyn til pålidelige kilde). Andre kilder omfatter mønter, inskriptioner, arkæologiske fund og empiriske beviser fra rekonstruktioner.

## Baggrund
I midten af det 2. århundrede f.Kr. var den Romerske Republik den dominerende magt i Middelhavsområdet, mens Karthago var en stor bystat i det – vi i dag kender som det – nordøstlige Tunesien. Karthagerne blev af romerne omtalt med det latinske ord Punicus (eller Poenicus), hvilket refererer til Karthagos fønikiske oprindelse. "Punisk" stammer herfra. Karthago og Rom havde udkæmpet den 23 år lange Første Puniske Krig fra 264 til 241 f.Kr. og den 17 år lange Anden Puniske Krig mellem 218 og 201 f.Kr. Begge krige var endt i romerske sejre. Den Anden Puniske Krig var endt efter den romerske general Scipio Africanus havde besejret Hannibal (den førende karthagiske general) i forbindelse med Slaget ved Zama, 160 kilometer sydvest for Karthago. Africanus pålagde karthagerne en fredstraktat, som fratog dem deres oversøiske territorier og nogle af deres afrikanske territorier. En krigsskadeerstatning på 10.000 sølvtalenter skulle betales over 50 år. Der blev taget gidsler, og Karthago blev forbudt at føre krig uden for Afrika – og måtte kun føre krig i Afrika med Roms udtrykkelige tilladelse. Mange højtstående karthagere ønskede at afvise traktaten, men Hannibal talte stærkt for den, og den blev accepteret i foråret 201 f.Kr. Herefter stod det klart, at Karthago var politisk underordnet Rom.
Ved den Anden Puniske Krigs afslutning fremstod Masinissa – en allieret af Rom – som den suverænt mest magtfulde hersker blandt numiderne, som var den oprindelige befolkning, der kontrollerede store dele af det, der i dag er Algeriet og Tunesien. I løbet af de følgende 50 år udnyttede han gentagne gange Karthagos manglende evne til at beskytte sit territorie. Hver gang Karthago anmodede Rom om at intervenere eller om tilladelse til at igangsætte militære handlinger, støttede Rom Masinissa og afslog. Masinissas erobringer af og plyndring af karthagisk territorium blev stadig mere åbenlyse. I 151 f.Kr. rejste Karthago en stor hær under general Hasdrubals kommando og gik – uagtet ordlyden af den tidligere omtalte fredstraktat – til modangreb mod numiderne. Kampagnen endte i en katastrofe ved Slaget ved Oroscopa, hvor hæren overgav sig. Mange karthagere blev efterfølgende massakreret af numiderne. Hasdrubal flygtede til Karthago, hvor han – i et forsøg på at formilde Rom – blev dømt til døden.

Karthago betalte sin krigsskadeerstatning i 151 f.Kr. og oplevede økonomisk fremgang, men udgjorde ingen militær trussel mod Rom. Ikke desto mindre havde der længe været en fraktion i det romerske senat, der havde ønsket at iværksætte yderligere militær handling mod Karthago. For eksempel var den ældre senators Cato's modvilje mod Karthago så velkendt, at han siden det 18. århundrede (e.Kr.) er blevet tillagt at have afsluttet alle sine taler med Carthago delenda est ("Karthago må ødelægges"). Den modsatte fraktion inkluderede Scipio Nasica og disse argumenterede for, at frygten for en stærk fjende – som Karthago – ville holde det almindelige folk i skak og undgå social splittelse. Cato var del af en ekspedition til Karthago (sandsynligvis i 153 f.Kr.), hvor han bemærkede byens voksende økonomi og styrke. Nasica var sandsynligvis medlem af den samme ekspedition. Ved at bruge den ulovlige karthagiske militære handling som påskud begyndte Rom at forberede en straffeekspedition.
Moderne forskere har fremsat adskillige teorier om, hvorfor Rom var ivrig efter krig. Disse omfatter blandt andet en romersk frygt for karthagisk kommerciel konkurrence, et ønske om at forebygge en bredere krig, som kunne være brudt ud ved Masinissas død (som var 89 år på det tidspunkt), den fraktionelle brug af Karthago som en politisk "busemand", uagtet dets reelle magt, en grådighed efter ære og krigsbytte, og et ønske om at undertrykke et politisk system, som Rom betragtede som en forbandelse. Der er ikke opnået enighed om disse og andre hypoteser. Karthagiske politikere forsøgte at forhandle med Rom, som svarede undvigende. Den store nordafrikanske havneby Utica (ca. 55 km nord for Karthago) gik over til Rom i 149 f.Kr. Da de var klar over, at Uticas havn i høj grad ville lette ethvert angreb på Karthago, erklærede Senatet og Centurieforsamlingen i Rom krig mod Karthago.
Romerne valgte hvert år to mænd – kendt som konsuler – som de øverste magistrater (embedsmænd), der i krigstid hver især ville lede en hær. Lejlighedsvis blev deres embedstid forlænget. En stor romersk hær landede ved Utica i 149 f.Kr. med begge årets konsuler, hvor Manius Manilius kommanderede hæren mens den anden konsul, Lucius Marcius Censorinus kommanderede flåden. Karthagerne forsøgte fortsat at formilde Rom og sendte en udsending til Utica. Her krævede de romerske konsuler, at karthagerne udleverede alle våben. Dette gik karthagerne modvilligt med til. Store konvojer transporterede enorme lagre af udstyr fra Karthago til Utica. Kilder fra antikken angiver, at disse inkluderede 200.000 sæt rustninger og 2.000 katapulter. Karthagos krigsskibe sejlede alle til Utica og blev brændt i havnen. Da Karthago var afvæbnet, fremsatte Censorinus yderligere det krav, at karthagerne skulle forlade deres by og flytte 16 km væk fra havet. Karthago ville derefter blive ødelagt. Karthagerne opgav derefter forhandlingerne og forberedte sig på at forsvare deres by.

## Karthago
Byen Karthago var usædvanligt stor for sin tid. Moderne forskere giver befolkningsestimater, der spænder fra 90.000 til 800.000. Ethvert af disse tal ville gøre Karthago til en af de mest folkerige byer i Middelhavsområdet på det tidspunkt. Byen var stærkt befæstet med mure med en omkreds på mere end 35 km. Som forsvar mod den primære indfaldsvej fra landsiden var der tre forsvarslinjer, hvoraf den stærkeste var en mur bygget af mursten, der var 9 meter bred og 15-20 meter høj med en 20 meter bred voldgrav foran. Indbygget i denne mur var en kaserne, der kunne rumme over 24.000 soldater. Byen havde få pålidelige kilder til grundvand, men besad et komplekst system til at opfange og aflede regnvand – herunder mange cisterner til at opbevare det.
Karthagerne dannede en stærk og entusiastisk styrke til at garnisonere byen. Denne garnison bestod af deres borgere og frigivne slaver, der var villige til at kæmpe. De dannede også en felthær på mindst 20.000 mand, som blev sat under kommando af Hasdrubal, der netop var blevet løsladt fra sin fængselscelle. Denne hær var baseret i Nepheris, som lå 25 km syd for Karthago. Appian angiver styrken af den romerske hær, der landede i Afrika, til 84.000 soldater. Moderne historikere anslår den til 40.000-50.000 mand, hvoraf 4.000 var kavaleri.

## Krigens forløb

### 149 f.Kr.
Den romerske hær rykkede frem mod Karthago og forsøgte forgæves at bestige bymurene. De forberedte sig herefter på en belejring. De oprettede to lejre under kommando af legater: Censorinus' lejr havde den primære opgave at beskytte de strandede romerske skibe, og Manilius' lejr husede de romerske legioner. Hasdrubal rykkede sin hær frem for at chikanere de romerske forsyningslinjer. Romerne iværksatte endnu et angreb på byen, men blev igen slået tilbage. Scipio Aemilianus (adoptivsønnesøn af Scipio Africanus), som gjorde tjeneste som militærtribun, holdt sine mænd tilbage og var i stand til at indsætte dem for at slå de forfølgende karthagere tilbage og forhindre store tab.
Den lejr, som Censorinus havde etableret, var dårligt placeret, og i begyndelsen af sommeren var den så inficeret, at den blev flyttet til et bedre sted. Dette sted var dog ikke lige så let at forsvare, og karthagerne påførte den romerske flåde tab med brandskibe. Romerne gjorde derefter disse angreb vanskeligere ved at bygge yderligere befæstninger. Ikke desto mindre angreb karthagerne gentagne gange lejrene. I ofte forvirrede kampe udmærkede Scipio sig yderligere ved sin rolle i at forpurre disse. Den disciplin, som Scipio pålagde sine tropper, stod i kontrast til resten af den romerske hærs opførsel.
Manilius besluttede at angribe karthagernes hovedlejr nær Nepheris, på trods af dens stærke position og befæstninger. Da de ankom dertil, beordrede Manilius et øjeblikkeligt angreb – imod Scipios råd. Det gik i starten godt, men romerne rykkede frem til en uholdbar position. Da de forsøgte at trække sig tilbage, gik karthagerne til modangreb og påførte dem store tab. Scipio ledte 300 kavalerister i en serie af begrænsede og veldisciplinerede angreb, som fik karthagerne til at tøve længe nok til, at størstedelen af infanteriet kunne fuldføre deres tilbagetrækning. Samme nat ledte Scipio sit kavaleri tilbage for at redde en fanget gruppe romere. Den romerske kolonne trak sig tilbage til sin lejr nær Karthago, hvor en komité fra Senatet var ankommet for at evaluere Scipios og Manilius' fremskridt. Scipios præstation var fremtrædende i deres efterfølgende rapport. Scipio tog kontakt til flere af lederne af Karthagos numidiske kavaleri og deltog derefter i en anden – bedre planlagt – ekspedition ledet af Manilius mod Hasdrubal ved Nepheris. På trods af den større omtanke gjorde romerne ingen fremskridt, selvom én af de numidere, som Scipio havde kontaktet, skiftede side til romerne med 2.200 mand. Manilius trak sig tilbage, efter at romerne løb tør for mad, og Scipio ledte romernes nye allierede på en vellykket proviantindsamlingsekspedition.

### 148 f.Kr.
Romerne valgte to nye konsuler i 148 f.Kr., men kun én af dem blev sendt til Afrika, Lucius Calpurnius Piso Caesoninus. Lucius Hostilius Mancinus kommanderede flåden som Pisos underordnede. Han trak den tætte belejring af Karthago tilbage til en løsere blokade og forsøgte at nedkæmpe de andre Karthago-støttende byer i området. Her fejlede han dog. Neapolis overgav sig og blev efterfølgende plyndret, men Aspis modstod angreb fra både den romerske hær og flåde, mens Hippo blev belejret forgæves. Et karthagisk udfald fra Hippo ødelagde de romerske belejringsmaskiner, hvilket fik romerne til at afbryde felttoget og gå i vinterkvarter. Hasdrubal, der allerede var ansvarlig for den karthagiske felthær, styrtede Karthagos civile lederskab og overtog selv kommandoen. Karthago allierede sig med Andriskos – en udfordrer til den makedonske trone. Andriskos havde invaderet Romersk Makedonien, besejret en romersk hær, ladet sig krone som kong Filip 6. og udløst den Fjerde Makedonske Krig.

### 147 f.Kr.
Scipio havde til hensigt at opstille til valget i 147 f.Kr. til posten som ædil, hvilket var et naturligt fremskridt for ham. Med sine 36 eller 37 år var han for ung til at opstille som konsul, da minimumsalderen i henhold til Lex Villia var 41 år. Der var betydelige politiske manøvrer bag kulisserne. Scipio og hans støtter spillede på hans succeser i de foregående to år og det faktum, at det var hans adoptivbedstefar, Scipio Africanus, der havde sikret romersk sejr i Afrika under den Anden Puniske Krig. Den offentlige efterspørgsel efter at udnævne ham til konsul – og dermed lade ham overtage ledelsen af krigen i Afrika – var så stærk, at Senatet tilsidesatte alderskravene for alle poster for dette år. Scipio blev valgt til konsul og udnævnt til enekommandant i Afrika. Normalt blev krigsskuepladserne tildelt de to konsuler ved lodtrækning. Han fik den sædvanlige ret til at værge nok mænd til at supplere antallet af styrkerne der, samt den usædvanlige ret til at værge frivillige.
Scipio flyttede romernes hovedlejr tilbage i nærheden af Karthago – tæt overvåget af en karthagisk afdeling på 8.000 mand. Han holdt en tale, hvor han krævede strengere disciplin, og hjemsendte de soldater, som han anså for at være dårligt disciplinerede eller dårligt motiverede. Han ledte derefter et vellykket natangreb og brød ind i byen med 4.000 mand. I panik i mørket flygtede de karthagiske forsvarere efter en indledende hård modstand. Scipio besluttede, at hans position ville være uholdbar, når karthagerne havde reorganiseret sig i dagslys, og trak sig derfor tilbage. Hasdrubal, der var rystet over den måde, de karthagiske forsvarsværker var kollapset på, lod romerske fanger torturere til døde på murene i fuldt synsfelt for den romerske hær. Han styrkede dermed modstandsviljen hos de karthagiske borgere. Fra dette tidspunkt var der ingen mulighed for forhandling eller endda overgivelse. Nogle medlemmer af byrådet fordømte hans handlinger, og Hasdrubal lod også dem henrette og overtog fuld kontrol over byen.
Den fornyede tætte belejring afskar adgangen til byen fra landsiden, men en effektiv blokade fra søsiden var næsten umulig med datidens flådeteknologi. Scipio var frustreret over mængden af mad, der blev sejlet ind i byen, hvorfor han byggede en enorm mole for at afskære adgangen til havnen via blokadebrydere. Karthagerne reagerede ved at grave en ny kanal fra deres havn til havet. De havde bygget en ny flåde, og da kanalen var færdig, sejlede karthagerne ud og overraskede romerne. I det efterfølgende slag ved Karthagos havn klarede karthagerne sig godt, men da de trak sig tilbage ved dagens slutning, blev mange af deres skibe fanget mod byens sømur og sænket eller erobret. Romerne forsøgte nu at rykke frem mod de karthagiske forsvarsværker i havneområdet og fik til sidst kontrol over kajen. Her opførte de i løbet af flere måneder en murstenskonstruktion, der var lige så høj som bymuren, hvilket gjorde det muligt for op til 4.000 romere at skyde mod de karthagiske voldanlæg fra kort afstand.
Da dette var fuldført, afdelte Scipio en stor styrke og ledte den mod den karthagiske felthær ved Nepheris. Karthagerne, under kommando af en græker ved navn Diogenes, havde etableret en befæstet lejr til deres vinterkvarter. Sent i 147 f.Kr. ledte Scipio et angreb på lejren fra flere retninger og løb den over ende. Flygtende karthagere blev forfulgt af Roms beredne numidiske allierede, og få undslap. Byen Nepheris blev derefter belejret og overgav sig efter tre uger. De fleste af de befæstede positioner, der stadig holdt stand i Karthagos bagland, åbnede nu deres porte.

### 146 f.Kr.
Scipios position som romersk kommandant i Afrika blev forlænget med et år i 146 f.Kr. Om foråret iværksatte han et omfattende angreb fra havneområdet, som med succes brød igennem murene. I løbet af seks dage arbejdede romerne sig systematisk igennem byens beboelsesområde, dræbte alle, som de mødte, og satte ild til bygningerne bag dem. På den sidste dag indvilligede Scipio i at tage fanger, med undtagelse af 900 romerske desertører i karthagisk tjeneste, som fortsatte med at kæmpe fra Eshmun-templet og brændte det ned omkring sig, da alt håb var ude. På dette tidspunkt overgav Hasdrubal sig til Scipio på løftet om sit liv og sin frihed. Hasdrubals kone, der så til fra en vold, velsignede derefter Scipio, forbandede sin mand og gik ind i templet med sine børn for at brænde ihjel.
50.000 karthagiske fanger blev solgt til slaveri. Forestillingen om, at romerske styrker derefter såede byen med salt, er sandsynligvis en opdigtelse fra det 19. århundrede. Mange af de religiøse genstande og kultstatuer, som Karthago gennem århundreder havde plyndret fra sicilianske byer og templer, blev returneret ved en stor ceremoni.

## Efterspil
Efter krigen var Rom fast besluttet på, at byen Karthago skulle forblive i ruiner. Senatet sendte en ti-mands kommission, og Scipio blev beordret til at udføre yderligere nedrivninger. Der blev lagt en forbandelse over enhver, der måtte forsøge at genbosætte stedet i fremtiden. Byens tidligere område blev konfiskeret som ager publicus, offentlig jord. Scipio fejrede en triumf og tog tilnavnet (agnomen) "Africanus", ligesom hans adoptivbedstefar (Scipio Africanus) havde gjort. Hasdrubals skæbne er ikke kendt, selvom han havde overgivet sig på løftet om et otium til en italiensk ejendom. De tidligere karthagiske territorier blev annekteret af Rom og omorganiseret til at blive den romerske provins Africa med Utica som hovedstad. Provinsen blev en vigtig kilde til korn og andre fødevarer.
Byerne i det puniske område, som havde holdt med Karthago til det sidste, blev konfiskeret af Rom som ager publicus, eller – som i tilfældet Bizerte – blev de ødelagt. Overlevende byer fik lov til at bevare, i det mindste, elementer af deres traditionelle styreform og kultur. Romerne blandede sig ikke i lokalbefolkningens privatliv, og punisk kultur, sprog og religion overlevede og er kendt af moderne forskere som "neo-punisk civilisation". Det puniske sprog fortsatte med at blive talt i Nordafrika indtil det 7. århundrede e.Kr.
I 123 f.Kr. var en reformistisk fraktion i Rom ledet af Gajus Gracchus ivrig efter at omfordele jord, herunder offentligt ejet jord. Dette inkluderede stedet for Karthago, og en kontroversiel lov blev vedtaget, som beordrede etableringen af en ny bosættelse på dette sted – denne blev kaldet Junonia. Konservative i Rom argumenterede imod loven og spredte efter dens vedtagelse rygter om, at markeringer – der afgrænsede den nye bosættelse – var blevet gravet op af ulve – et meget dårligt varsel. Disse rygter og andre politiske rænkespil fik planen til at blive skrottet. I 111 f.Kr. gentog lovgivning forbuddet mod enhver genbosættelse. Et århundrede efter krigen planlagde Julius Cæsar at genopbygge Karthago som en romersk by, men der blev kun udført lidt arbejde. Augustus genoplivede ideen i 29 f.Kr. og fuldførte planen. Romersk Karthago blev en af de vigtigste byer i det romersk Afrika i tiden for det Romerske Kejserrige.
Rom eksisterer stadig som Italiens hovedstad. Ruinerne af Karthago ligger 16 km øst for det moderne Tunis på den nordafrikanske kyst. En symbolsk fredstraktat blev underskrevet af Ugo Vetere og Chedli Klibi – henholdsvis borgmestrene i Rom og det moderne Karthago – den 5. februar 1985 (2.131 år efter krigens afslutning). I 2020 var den moderne bosættelse Karthago en bydel i byen Tunis.